# KV Racing
KV Racing was een Amerikaans raceteam dat vanaf 2008 deelnam aan de IndyCar Series. Voorheen nam het deel aan de Champ Car series. Het werd in 2003 opgericht door voormalig Formule 1 manager Craig Pollock en Australisch zakenman Kevin Kalkhoven nadat ze het PacWest team overnamen dat ermee ophield. In 2004 verving voormalig Champ Car kampioen Jimmy Vasser Pollock als mede-eigenaar. Het team had ook een tijd de naam PKV Racing.

## Champ Car
Het team neemt vanaf 2003 deel aan het Champ Car kampioenschap. In 2005 won de Braziliaanse coureur Cristiano da Matta de eerste en enige race voor het team op het circuit van Portland.

## IndyCar Series
Nadat het Champ Car kampioenschap na het seizoen van 2007 verdween, verhuisde het team in 2008 naar de IndyCar Series. De Spaanse coureur Oriol Servia en de Australische rijder Will Power reden dat jaar voor het team. In 2009 rijdt de Braziliaan Mario Moraes voor het team. In 2012 debuteerde ex-Formule 1-coureur Rubens Barrichello voor het team in de IndyCar Series. Zijn landgenoot Tony Kanaan rijdt sinds 2011 voor het team, hij won in 2013 de Indianapolis 500 voor het team.
16 februari 2017 is bekend geworden dat KV Racing de deuren gesloten heeft en de inboedel verkocht heeft aan Ricardo Juncos.

## Coureurs
- Bryan Herta (2003)
- Patrick Lemarié (2003)
- Max Papis (2003)
- Mika Salo (2003)
- Roberto Gonzalez (2004)
- Jimmy Vasser (2004-2006, 2008)
- Cristiano da Matta (2005)
- Jorge Goeters (2005)
- Katherine Legge (2006)
- Oriol Servia (2006-2008)
- Tristan Gommendy (2007)
- Neel Jani (2007)
- Will Power (2008)
- Mario Moraes (2009-2010)
- Takuma Sato (2010)
- Ernesto Viso (2010)
- Paul Tracy (2010)
- Tony Kanaan (2011-2013)
- Rubens Barrichello (2012)